# 泉光
泉光（1989年2月7日—）是日本漫畫家。

## 作品列表

### 連載作品
- 我們仍未知道那天所看見的花的名字。（《Jump Square》2012年5月號－2013年5月號，共3卷）
- 第七庭園（7thGARDEN，《Jump Square》2014年9月號－，休刊中）
- 圖書館的大魔法師（《good! Afternoon》2017年第12號－，連載中）

## 外部連結
- 泉光的X（前Twitter）